# Ботанічний сад Белфаста

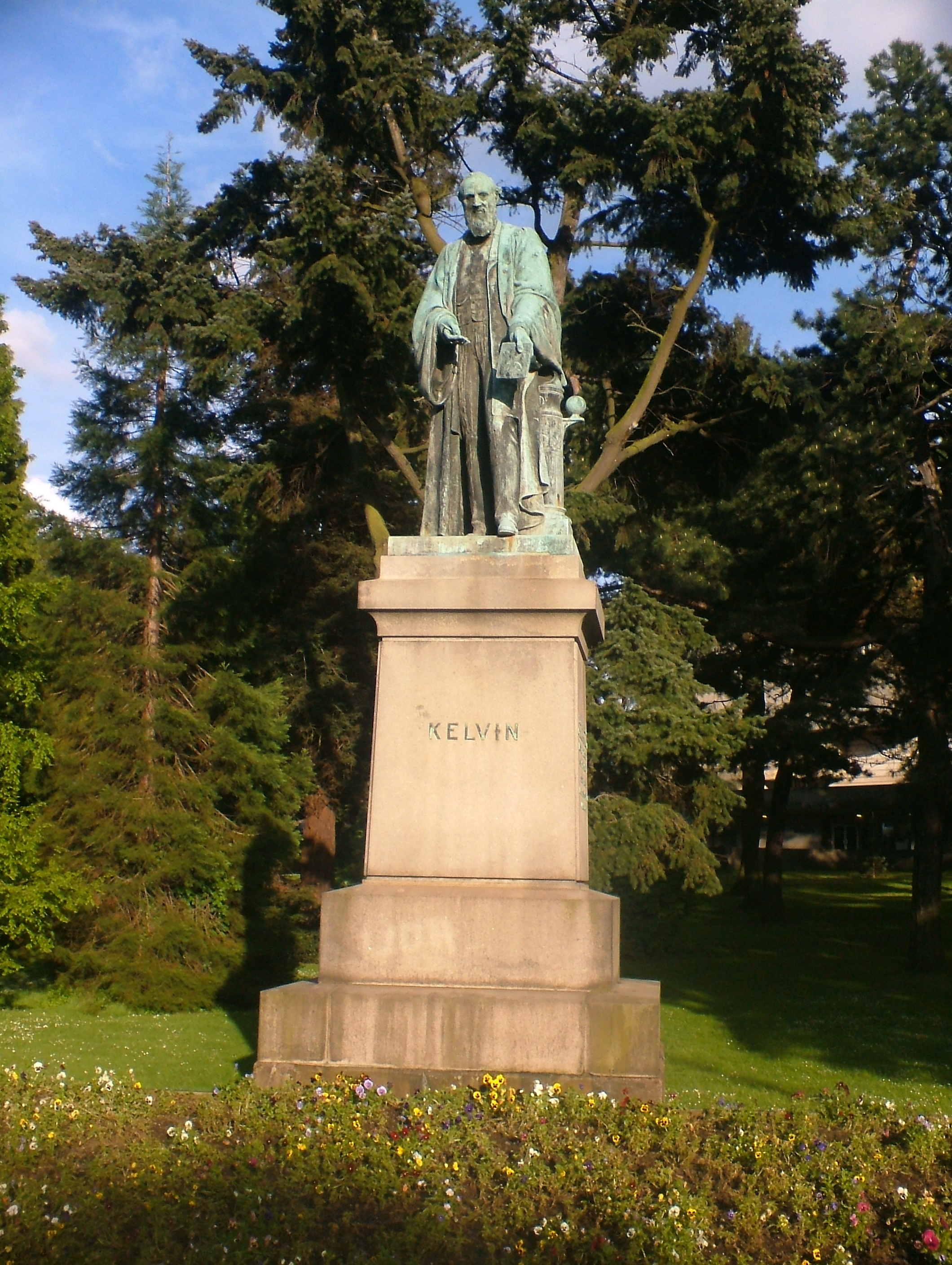
Пам'ятник уродженцю Белфаста фізику лорду Кельвіну біля входу у ботанічний сад

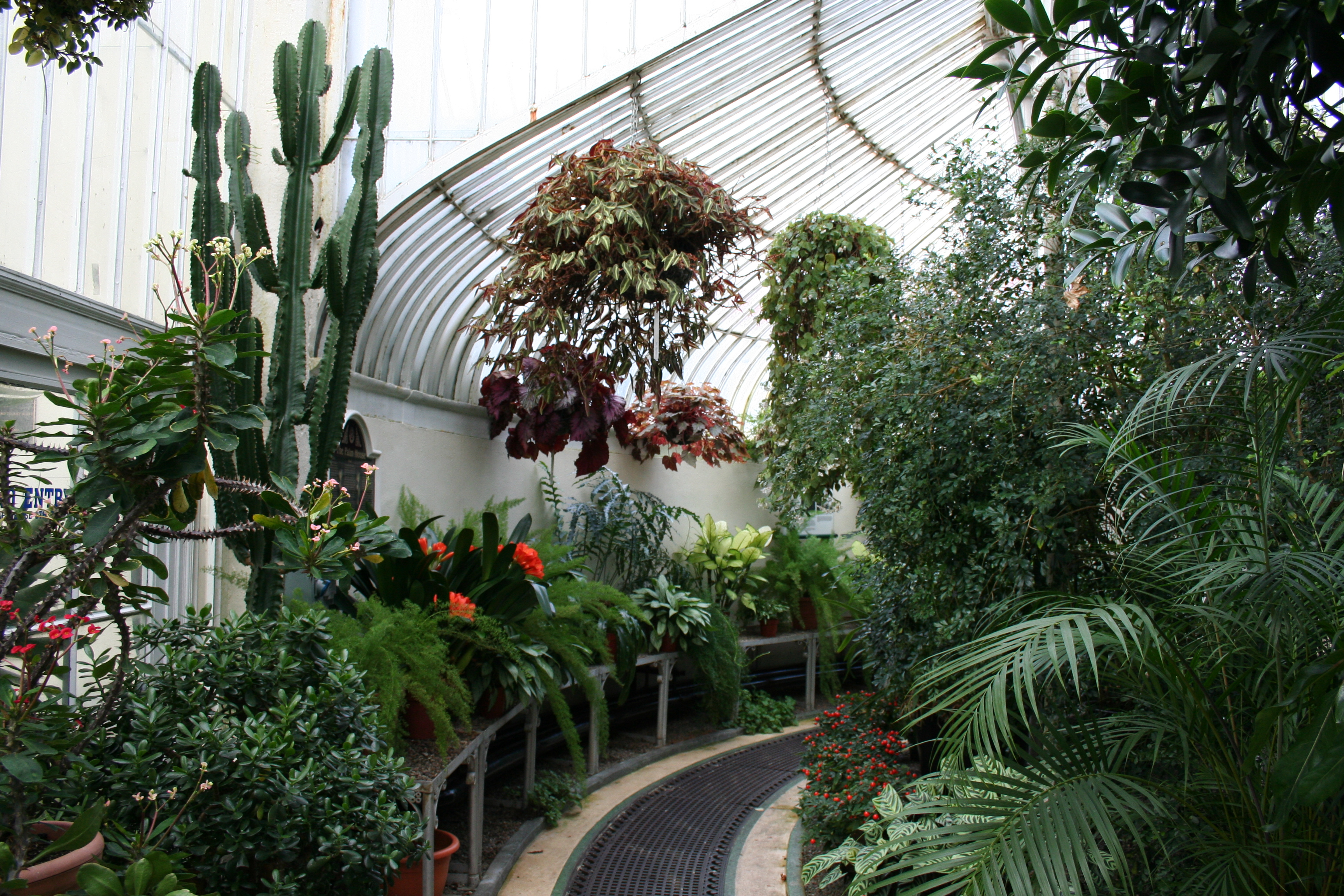
У оранжереї

Ботанічний сад Белфаста (англ. Botanic Gardens) — ботанічний сад у місті Белфаст (Північна Ірландія, Велика Британія). Сад розташований у південній частині міста на Станмілліс-роуд, поблизу університету Квінс. Музей Ольстера розташований біля головного входу ботанічного саду.

## Історія
Сад був відкритий у 1828 році як приватний Королівський ботанічний сад Белфаста. До 1895 року був відкритий для громадськості тільки по неділях. Потім сад став громадським парком.
Найпримітнішим у ботанічному саду є зимовий сад у Пальмовій оранжереї. Перший камінь у фундамент був закладений маркізом Донегалом у 1839 році і робота була завершена у 1840 році. Це один з найранішніх прикладів криволінійних чавунних оранжерей у світі. Розроблена Чарльзом Ланьоном і побудована Річардом Тернером, белфастська Пальмова оранжерея є попередницею оранжереї в Кью і Ірландському національному ботанічному саду в Гласневіні. Тернер збудував обидві ці оранжереї. Пальмова оранжерея складається з двох крил — прохолодного крила і тропічного крила, яке має купол. Ланьон змінив свої початкові плани і збільшив висоту купола, що дозволяє вирощувати набагато вищі рослини. У минулому тут росла 11-метрова лілія Doryanthes palmeri, батьківщиною якої є Австралія, вона нарешті розцвіла у березні 2005 року після 23 років очікування. У Пальмовій оранжереї також росте 400-річна Xanthorrhoea. 
У ботанічному саду є і інша оранжерея, збудована у 1889 році, яка має унікальний дизайн. У 1932 році був побудований розарій.

## Галерея

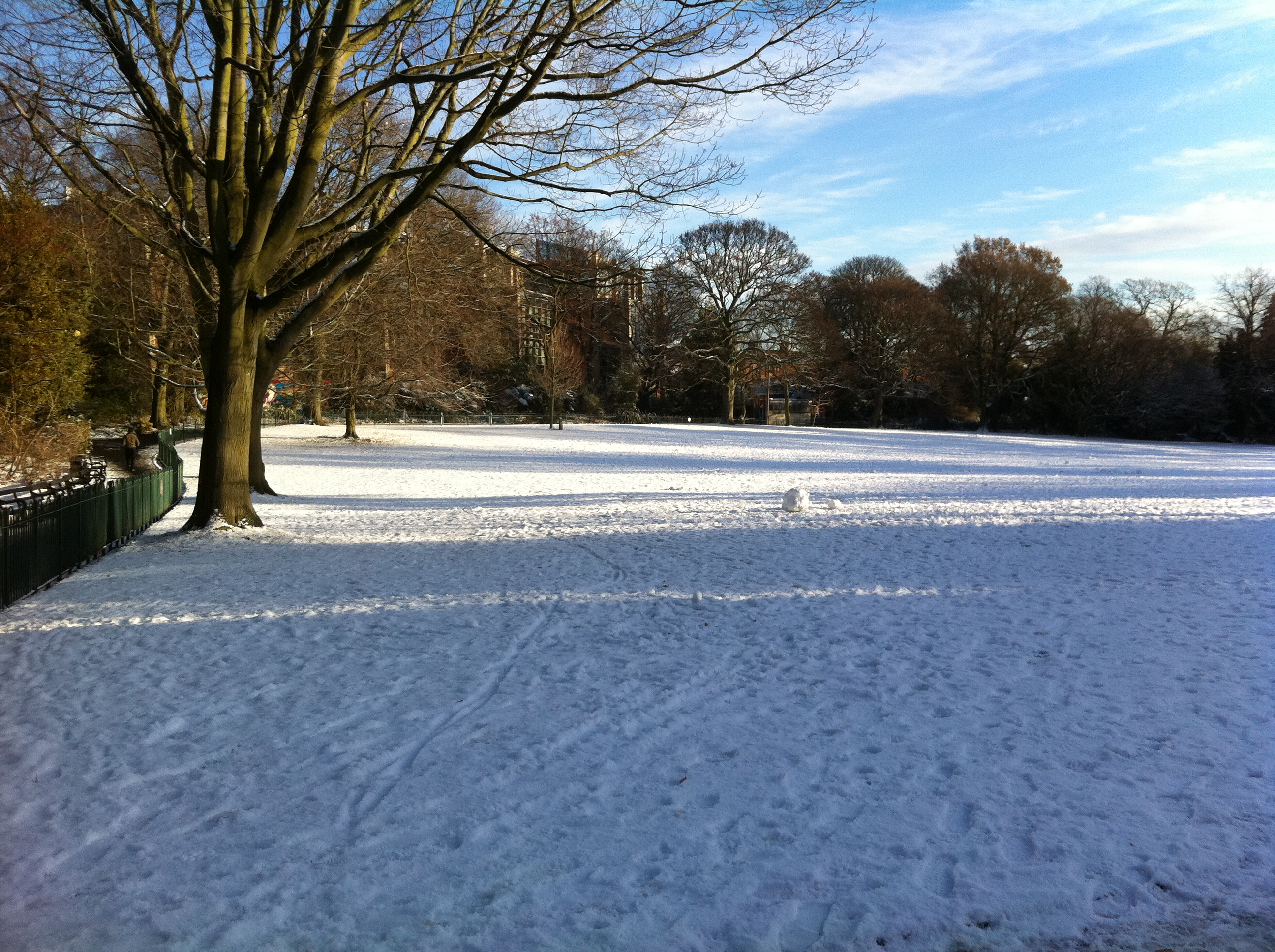
Ботанічний сад зимою
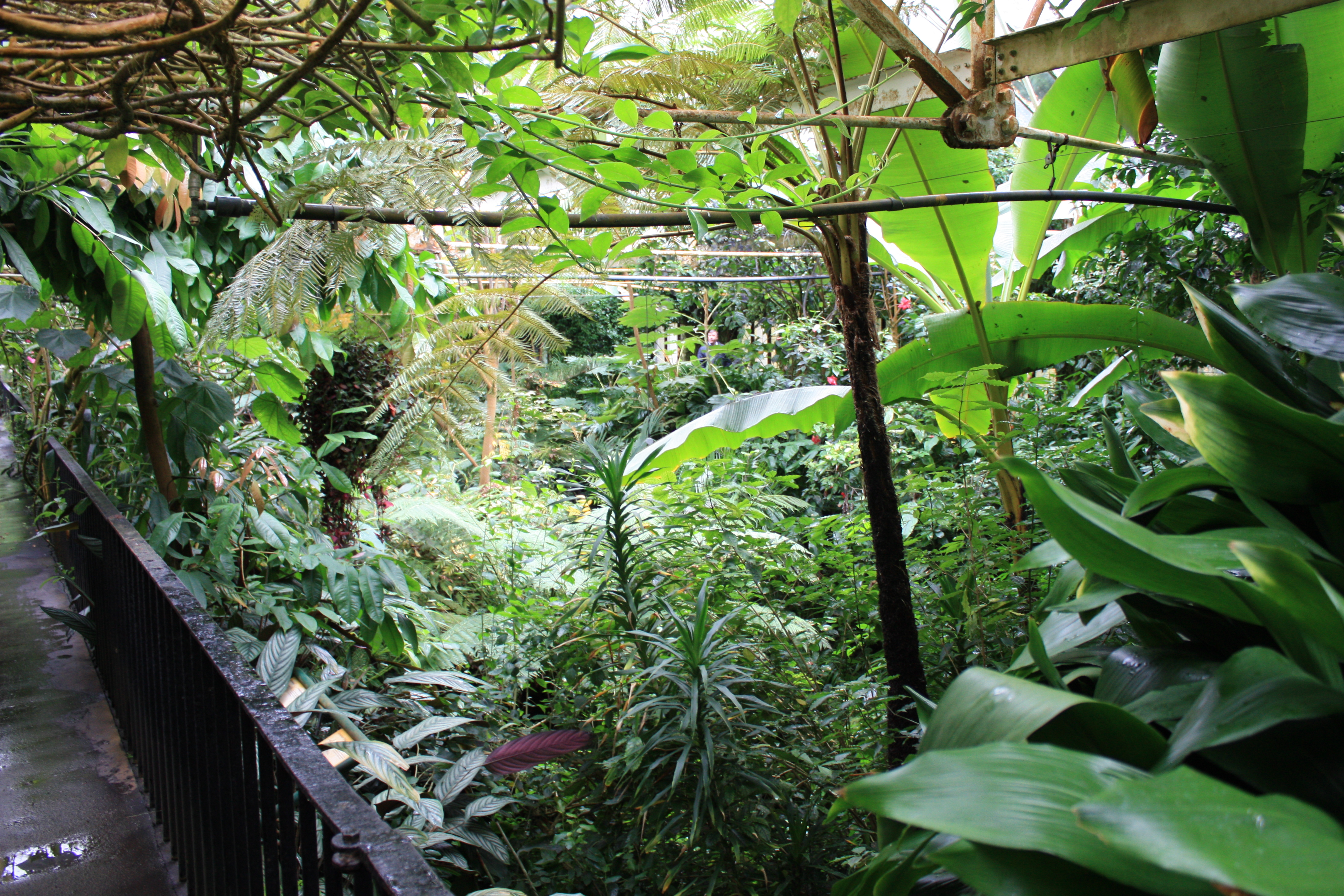
Інтер'ер оранжереї
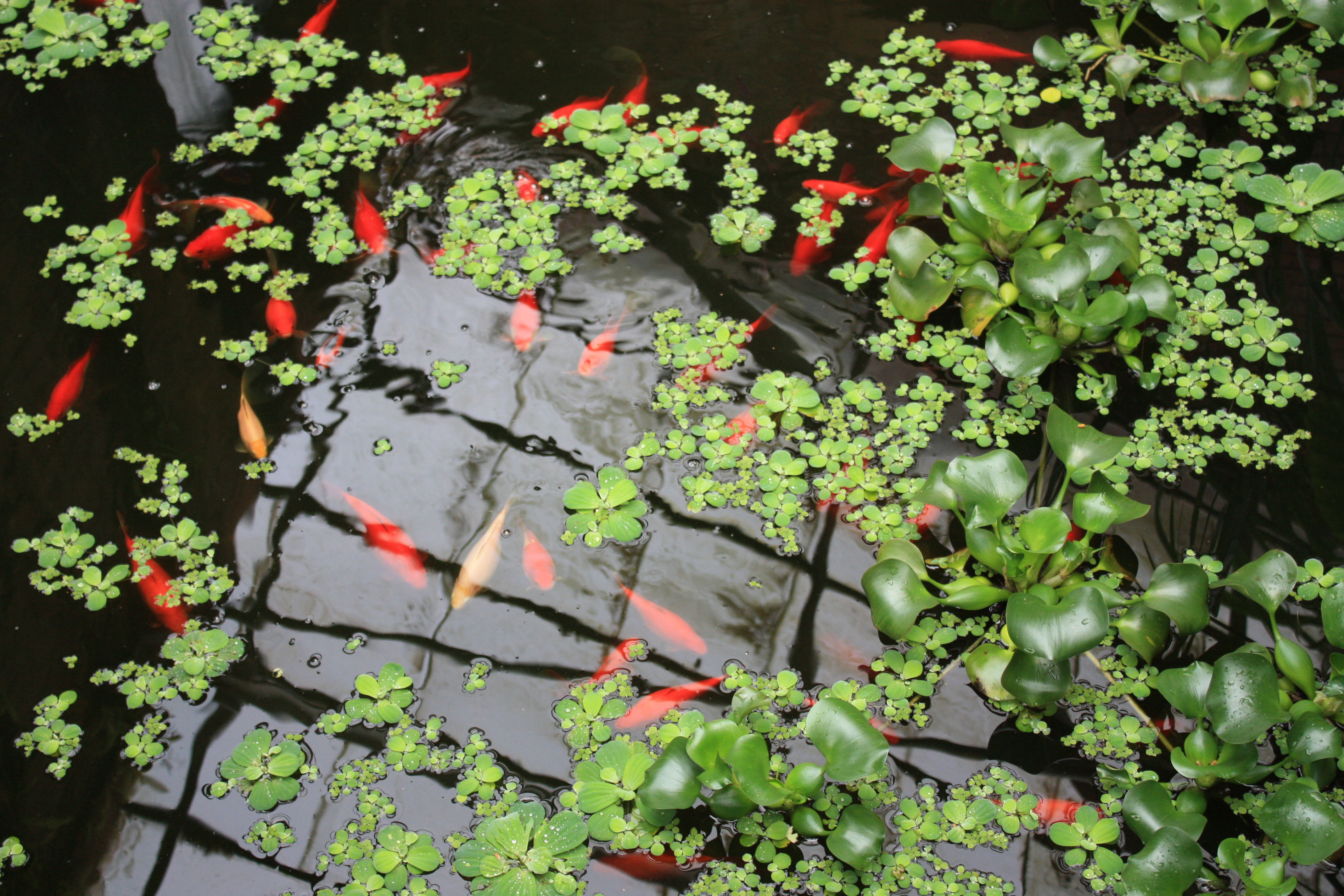
Ставок
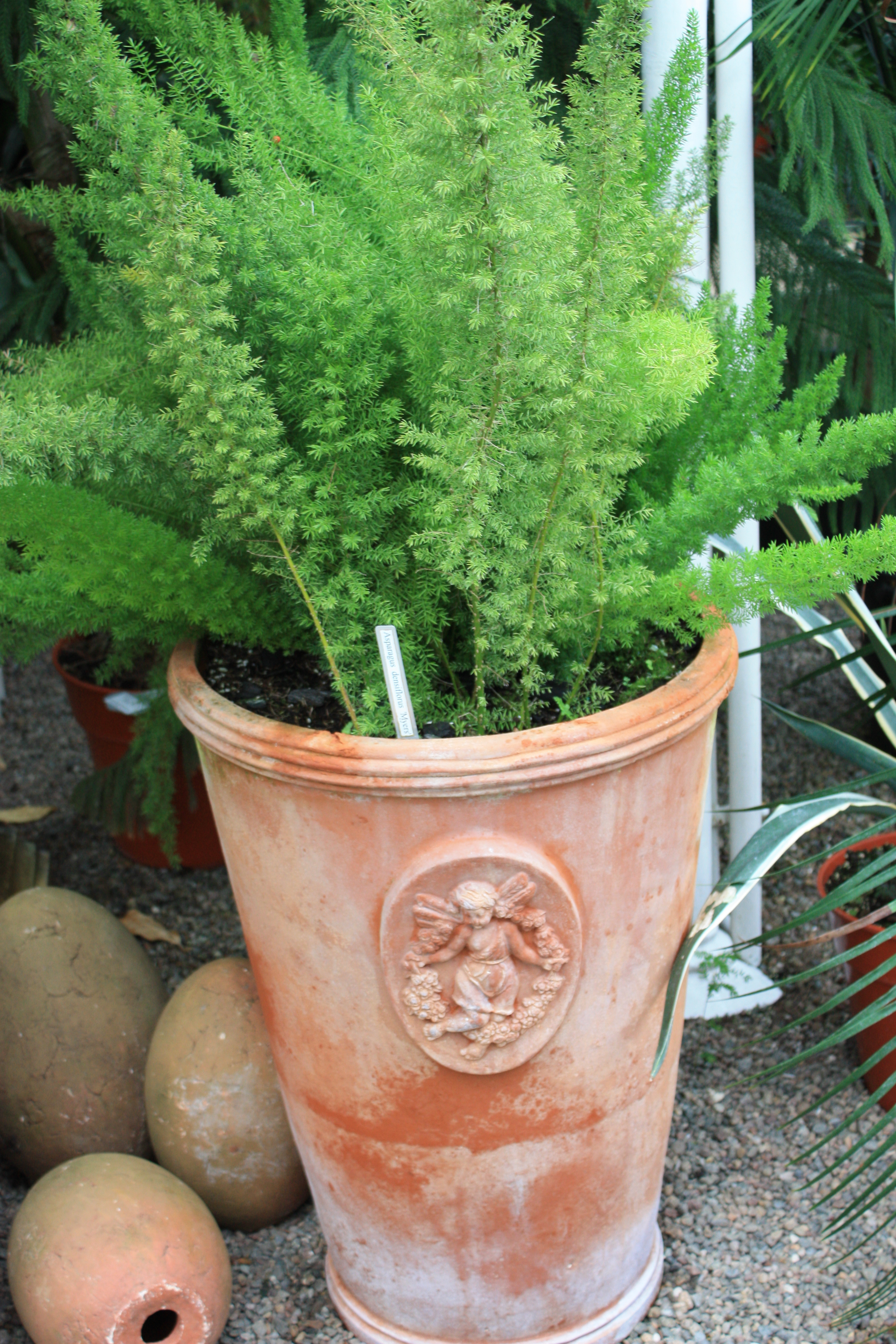
Вазон
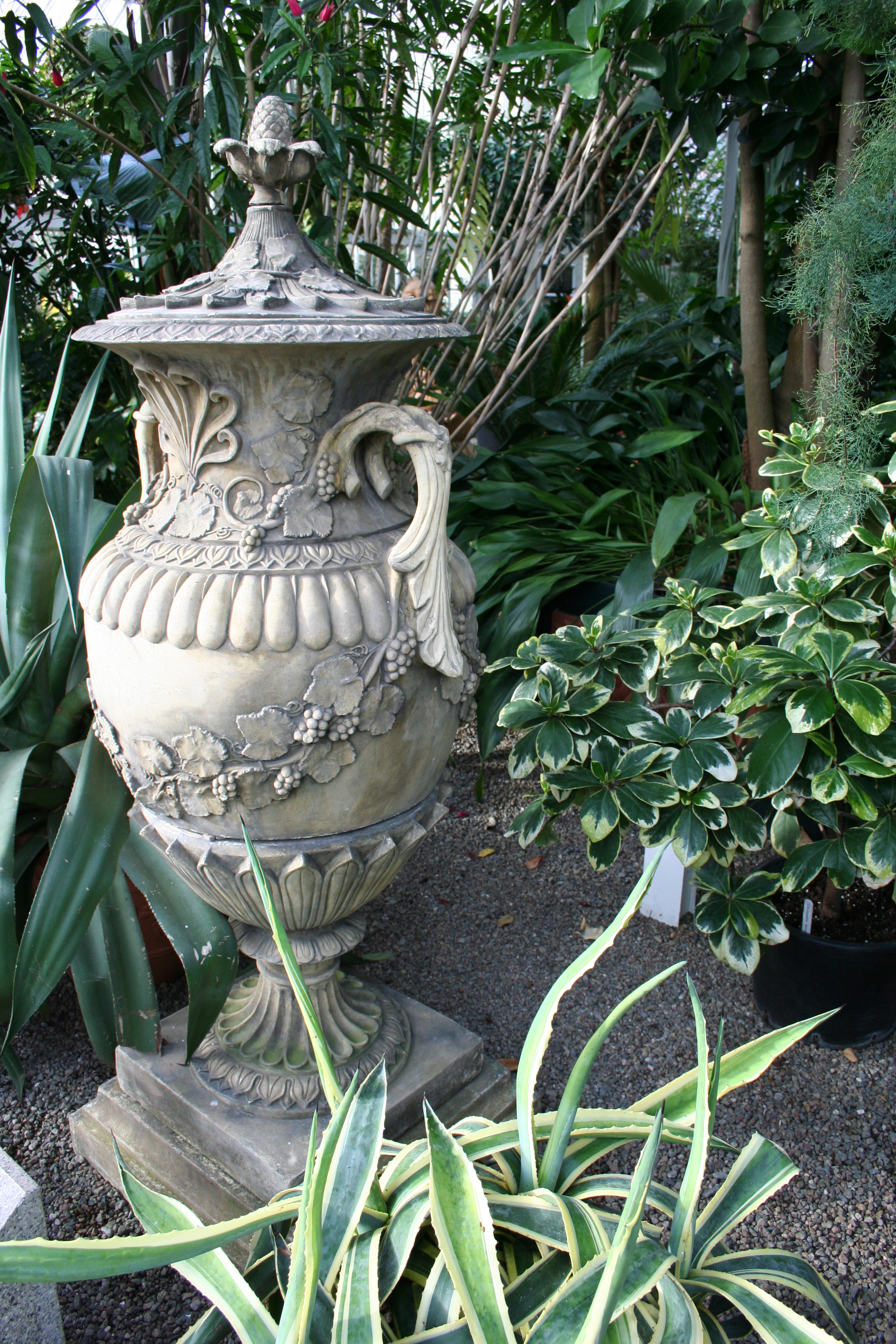
Декоративна урна
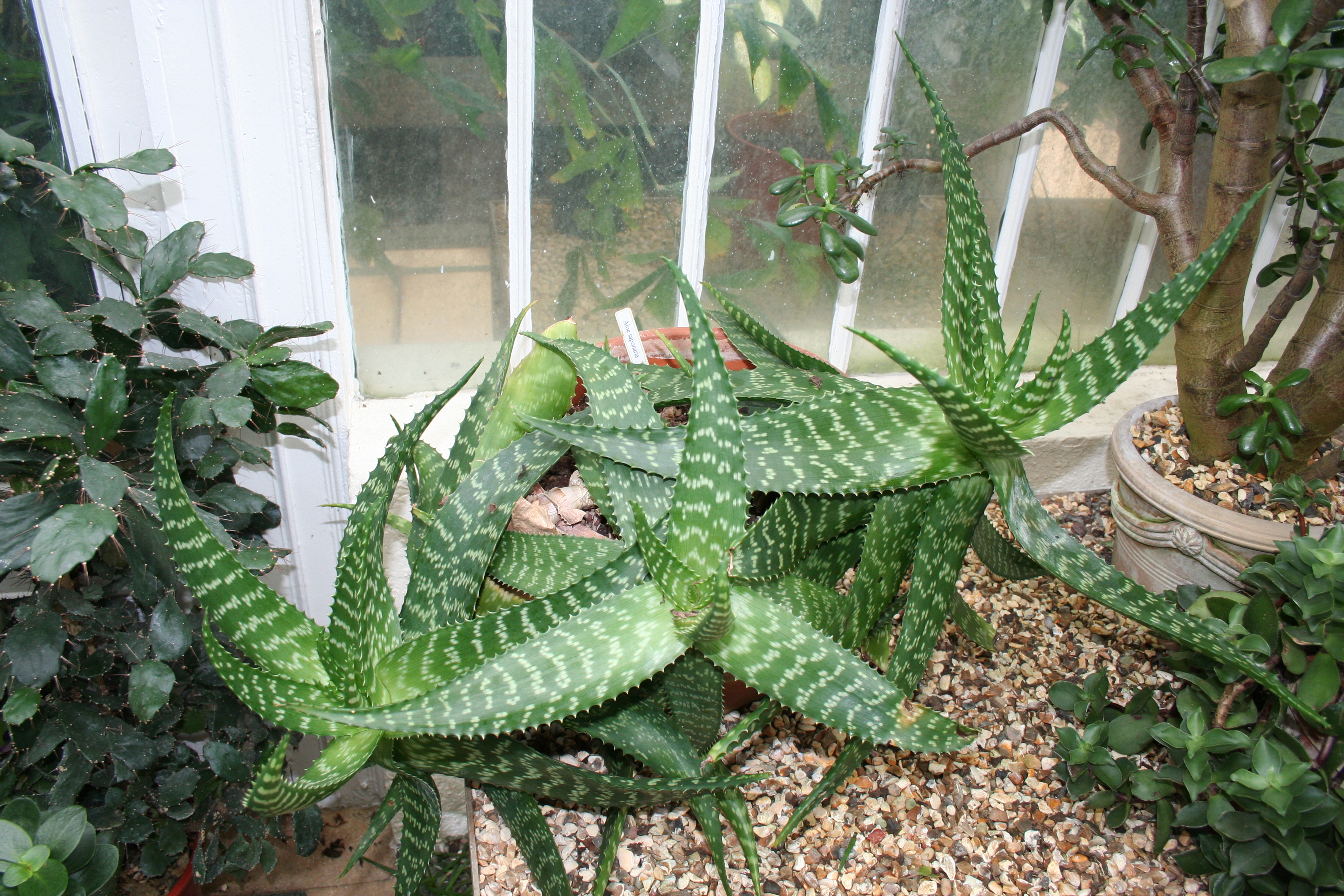
Aloe maculata